# 巴黎假期
《巴黎假期》（英語：Paris Holiday）是一部2015年的香港爱情電影，由阮世生執導，古天樂、郭采潔、方中信主演。

## 情節
講述林俊傑（古天樂 飾）與丁曉敏（郭采潔 飾）一起在巴黎發生的浪漫愛情故事。
林俊傑受到香港单位的委派，到巴黎度一段假并暂时帮忙打理一家酒庄的生意。在劉聰的介绍下，他搬到了一个公寓的五楼，并与之前在此居住的年轻华人画家丁曉敏住在了同一所房子里。由于丁曉敏刚刚经历了被男友抛弃的打击，最近过着意志消沉、整日醉酒的日子。劉聰对晓敏谎称林俊傑是个同性恋，以免引起曉敏的讨厌（她受到情伤刺激而厌恶男人）。起初俊傑厌恶生活邋遢的曉敏，并想搬走。后来他逐渐了解了她的情感经历，开始帮助她重新找回生活的状态。渐渐地，两人相互产生了好感，还一起拍照、学会了跳舞。
后来，俊傑的香港女友趙雨晴赶到巴黎与他相见，俊傑和曉敏也面临着情感的困惑和抉择。

## 演員
| 演員姓名 | 角色名稱 | 介紹                                    |
| 古天樂   | 林俊傑   | 从香港来巴黎度假兼工作的公司白领        |
| 郭采潔   | 丁曉敏   | 在巴黎学习绘画的年轻画家                |
| 方中信   | 劉聰     | 巴黎房产中介，追求和帮助Amy经营一家花店 |
| 徐正曦   | 徐暉     | 丁曉敏的前男友，雕塑家                  |
| 文詠珊   | Nicole   |                                         |
| 劉梓妍   | 趙雨晴   | 林俊傑的同事、女友，事业型女人          |
| 胡靜     | Amy      | 巴黎一家花店的主人                      |
| 陳友     |          | Nicole之父，林俊傑的上司                |
| 詩雅     |          |                                         |
| 雷宇揚   |          |                                         |
| 吳嘉龍   |          |                                         |
| 陳家樂   |          |                                         |

## 票房
中国大陆首周3天获得1130万人民币列第十位，最终累计1792.4万。

## 外部連結
- 巴黎假期的Facebook專頁
- 開眼電影網上《巴黎假期》的資料（繁體中文）
- 香港影庫上《巴黎假期》的資料（繁體中文）
- 豆瓣电影上《巴黎假期》的資料 （简体中文）
- 时光网上《巴黎假期》的資料（简体中文）